# Asparagus yanbianensis
Asparagus yanbianensis — вид рослин із родини холодкових (Asparagaceae).

## Біоморфологічна характеристика
Це дводомна трав'яниста рослина. Стебла прямовисні, понад 40 см, неозброєні, гладкі чи нечітко смугасті; гілки смугасто-ребристі. Кладодії у пучках по 5–10, лінійні, 3–4 × ≈ 0.5 мм, плоскі, середня жилка чітка. Листова шпора коротка. Суцвіття розвиваються після кладодій. Жіночі квітки: зазвичай парні, сидячі; оцвітина жовтувато-зелена, дзвіночкова, ≈ 3 мм. Період цвітіння: червень.

## Середовище проживання
Ендемік Китаю (пд.-зх. Сичуань).
Населяє вічнозелені широколистяні ліси вздовж долин; ≈ 2200 метрів.